# Vie des martyrs
Vie des martyrs, sous-titré 1914-1916, est le premier roman de Georges Duhamel publié au Mercure de France en 1917.

## Écriture du roman
Fruit de l'expérience du chirurgien Georges Duhamel (engagé volontaire à trente ans) lors de la Première Guerre mondiale, ce roman-témoignage préfigure le suivant Civilisation pour lequel son auteur obtiendra le prix Goncourt en 1918 après que Vie des martyrs eut été finalement écarté l'année précédente pour ce même prix.
Des critiques littéraires ont perçu une similitude entre ce roman et Derrière la bataille du moins célèbre Léopold Chauveau, autre chirurgien étant allé exercer près du front.

## Résumé
Dès 1914, Georges Duhamel est engagé volontaire durant toute la Première Guerre mondiale comme médecin-chirurgien aide-major dans différents hôpitaux et au front dans une « Autochir ». Il sera actif durant la bataille de l'Artois du printemps 1915, sur le front dès le 27 février à la bataille de Verdun en 1916 puis à l'arrière de la bataille de la Somme.
Dans ses hôpitaux de campagne, il est confronté aux grands blessés évacués des tranchées bombardées et des champs de bataille et doit faire face aux polytraumatisés, gangrénés, gazés, mutilés, très jeunes ou moins jeunes. Lui-même harassé, dépassé par l'ampleur de la tâche opère sous les bombardements qui n'épargnent pas l'hôpital et se tient intimement proche de ces hommes, avec empathie, humilité et même détresse morale, qu'ils trépassent ou qu'ils survivent. Il s'attache, autant que possible, à ne pas faire sombrer dans l'oubli – le sien et celui de la Nation – chacun de ces malheureux, simples soldats souvent de très modestes conditions.
Ainsi, Georges Duhamel décrit ses relations à Carré, le vieux paysan édenté qui n'aura pas la force de survivre à la gangrène alors que son voisin de lit, Marie Lerondeau, plein de jeunesse et muni de toutes ses dents surmonte la gravité de ses blessures. Il voit la pudeur de Mouchon, honteux de ses odeurs de pied ; l'obsession pour un furoncle au nez de Tricot, détruit de toutes parts, épuisant son moral jusqu'à la mort ; Mehay qui soigné de ses blessures superficielles va s'activer en salle pour aider infirmiers et médecins et apprendra à lire ; Louarn, le breton fumeur ; les lamentations pour sa future vie amoureuse d'Octave Croin devenu borgne ; Plaquet, demi-cul-de-jatte qui ne voit désormais sa vie que reclus ; le bombardier-grenadier Mathouillet, devenu sourd, ne cesse de sourire ; malgré tout son courage au front, De Paga qui refuse les actes médicaux ; le petit Delporte qui mourra sur la table d'opération ; le sergent Lécolle, sténographe « dans la vie » que l'écoulement du temps obsède ; le taiseux Derancourt, revenu de captivité en Allemagne, et qui s'écroule en sanglots au moment de l'anesthésie ; le Zouave paralysé définitivement par une balle dans la colonne vertébrale qui veut qu'on l'opère pour retrouver « toute sa force » et devant lequel le médecin fuit... ; le Goumier marocain porté en terre dans un cimetière catholique, mais accueilli dans la chapelle de l'église et reposant sous un croissant blanc sculpté par Rachid ; l'indécision de Nogue, le Normand ; Lapointe et Ropiteau qui se comparent les plaies dans un numéro de duettistes ; le pied-noir Bouchentou devenu manchot refuse de lâcher son bras fantôme sauf pour tenir la main de l'adjudant Figuet qui gémit affreusement avant de mourir ; « Monsieur » Lévy ; le courage de Gautreau opéré à vif au crâne par le stupide Dr Boussin ; Hourticq dont seul l'infirmier Monet sait tenir la jambe lors des soins ; l'ennui de Bouchard ; les pensées de Prosper Ruffin ; André qui pleure sur le corps de son frère ; le marchand de porcelaine qui tente de corrompre le médecin et bénéficier de passe-droits ; Mercier, le boulanger, dont les yeux pleurent même après sa mort ; les blessés et les morts innombrables de la bataille de Verdun dont on ne peut même plus prendre le temps de demander les noms et pour lesquels le triage devient pour le médecin difficilement supportable, l'arrivée des premiers gazés, mais aussi les soins apportés aux soldats allemands laissés sur le champ de bataille ; le caporal Gaston Léglise qui préfère mourir plutôt qu'être amputé de sa deuxième jambe et finalement, abdiquant, retrouvera goût à sa vie de « cul-de-jatte » et ne se départira pas de son humilité ; le vice-Feldwebel Spät, soldat allemand soigné par un Français, qui jamais ne sera reconnaissant ou ne sourira sauf lorsque Duhamel sifflera la Troisième Symphonie de Beethoven ; l'inégalité des hommes devant la souffrance tel le vannier Auger, amputé, qui se tait quand Grégoire ne le sait pas ; l'amuseur Groult, manchot, qui divertit la salle ; l'horrible chambre attenante à celle de Duhamel destinée à isoler les indésirables (par le son ou par l'odeur) aux portes de la mort comme Madelan qui délire sans cesse, un inconnu sans nom, ou le sergent-infirmier Gidel hoquetant ; et tous les autres, ces « centaines de frères humains », Maville, Mulet, Croquelet, le si doux Bourreau devenu aveugle, Bride, Lerouet, Béal, le géant d'Auvergne Fumat, Rochet, Blaireau, Houdebine, Legras, Panchat, Pouchet, Beliard...

Une phrase semble pouvoir résumer le fond de sa pensée :

« Voici l'heure où l'on peut douter de tout, de l'homme et du monde, et du sort que l'avenir réserve au droit. Mais on ne peut douter de la souffrance des hommes. Elle est la seule chose certaine à cet instant du siècle. »

— Georges Duhamel, Vie des martyrs

## Éditions et principales traductions
- Vie des martyrs. 1914-1916, Mercure de France, 1917, (réimp. 1919, 1925, 1930, 1949, 1950, 1967).
- (en) The New Book of Martyrs, trad. Florence Simmonds, éd. George H. Doran Company, 1918 ; rééd. Bottom of the Hill Publishing, 2011  (ISBN 978-1-612-03183-5).
- (cs) Život mučedníků, trad. Růžena Říhová et Josef Čapek, éd. Nakladatelství Aloisa Srdce, 1919 (OCLC 55892884).
- (it) Vita dei martiri : (1914-1916), trad. Gerolamo Lazzeri, éd. Sonzogno, Milan, 1919 (OCLC 797237198).
- (de) Leben der Märtyrer, 1914-1916, trad. Ferdinand Hardekopf, Rotapfel, Zürich, 1921 (OCLC 14389646).
- (es) Vida de los mártires, 1914-1916, trad. Rafael Calleja, éd. Saturnino Calleja, Madrid, 1921 (OCLC 23778217).
- (pl) Żywoty męczenników, trad. Michał Gabryel Karski, éd. Toruń, 1922 (OCLC 41932946).
- Vie des martyrs, ill. lithographies de Paul Baudier, éd. R Kieffer, Paris, 1924.
- (ja) 戦争の診断 / Sensō no shindan, trad. Tarō Kimura, éd. Hakusuisha, Tokyo, 1932 (OCLC 672477046).
- Vie des martyrs, ill. lithographies de Edmond Lajoux, éd. Guilhot, 1946 (OCLC 631794396).
- Vie des martyrs, et autres récits des temps de guerre, éditions Omnibus, 2005  (ISBN 2-258-06684-0).